# Campe-Gymnasium Holzminden
Das Campe-Gymnasium ist ein Gymnasium in Holzminden mit 881 Schülern und 72 Lehrern (Stand: März 2017). Schulträger ist der Landkreis Holzminden. Das Einzugsgebiet umfasst den gesamten Landkreis.

## Entstehung und Namensgebung

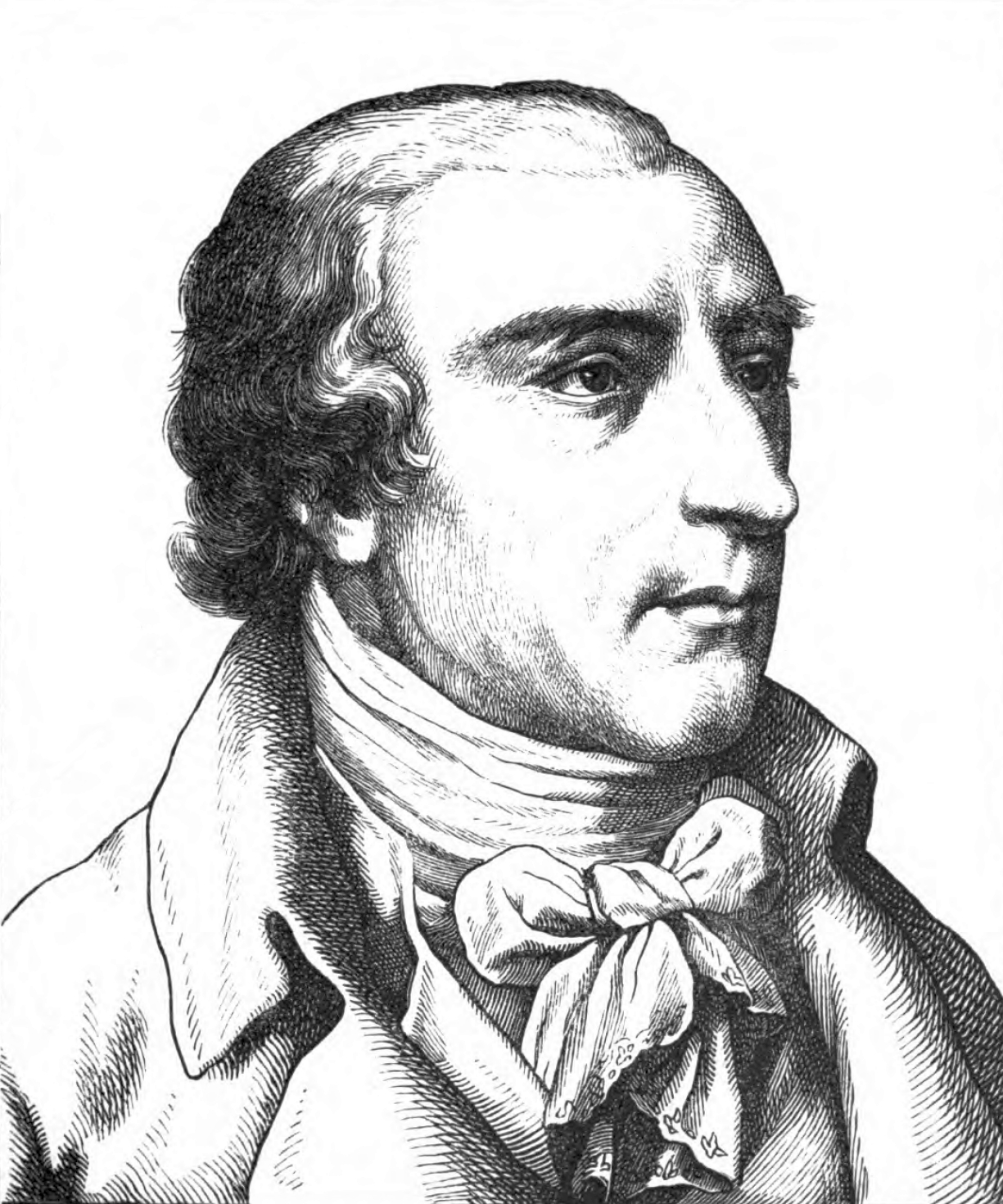
Joachim Heinrich Campe – Der Pädagoge und Sprachforscher als Namensgeber der Schule

Das Campe-Gymnasium entstand 1990 aus der Zusammenlegung der beiden Holzmindener Gymnasien, dem damaligen Gymnasium Wilhelmstraße und dem damaligen Gymnasium Liebigstraße. Die beiden Gymnasien entwickelten sich aus dem Gymnasium für Jungen und dem Gymnasium für Mädchen, welche im Zuge der Einführung der Koedukation 1974/1975 umbenannt wurden.
Als Namensgeber wurde der im Landkreis Holzminden geborene Schriftsteller und frühere Schüler des Gymnasiums Joachim Heinrich Campe gewählt. 
Der Schulsitz war bis 2022 in den Gebäuden der Vorgängerschule Gymnasium Wilhelmstraße; Schüler und Lehrkörper des Gymnasiums Liebigstraße zogen dorthin um. Da die Gebäude stark renovierungsbedürftig waren, zog das Gymnasium dann 2022 in renovierte Räume des vormaligen Gymnasiums Liebigstraße.

## Geschichte
Die Ursprünge der Schule liegen im Kloster Amelungsborn begründet. Das im Landkreis Holzminden auf dem Odfeld gelegene Kloster wurde bereits 1135 gegründet. Es ist damit eines der ältesten Zisterzienser-Kloster in Deutschland.
1569, ein Jahr nach der Einführung der Reformation, wurden dem Kloster durch Herzog Julius von Braunschweig schulische Aufgaben zugewiesen. Abt Andreas Steinhauer richtete daraufhin eine Internats-Klosterschule ein, welche mit zwölf Schülern begann. Nach drei Jahren konnten erfolgreiche Schüler die Universitätsreife erwerben.
Unter Herzog Karl dem Ersten von Braunschweig erfolgte am 15. Januar 1760 die Verlegung der Schule in die 13 km entfernte Stadt Holzminden. Hierfür wurde eigens 1753 der Mansbergsche Adelshof an dem Eckgrundstück zur Uferstraße aufgekauft. Der Grund war der Niedergang der Schule im abgelegenen Amelungsborn. Wilhelm Raabe zitierte dazu Karl I.: »Eine hohe Schule der Wilddiebe konveniret weder Uns noch Unsern in Gott ruhenden Ahnen.« In Holzminden zog die Schule in den zu diesem Zwecke erworbenen Hof der Familie von Mansberg an der Weser. Der erste Rektor der Schule in Holzminden war Friedrich Wilhelm Richter, der zugleich den Titel »Prior von Amelungsborn« führte. Dieser Titel wurde bis 1812 geführt.
Wegen Platzmangels und zunehmendem Verfall des Mansbergschen Hofes wurde 1826 ein klassizistischer Neubau an der Weser in der Uferstraße, an der Stelle des alten Hofes, errichtet (Inschrift über dem Portal »DEO ET LITTERIS«). Zu dieser Zeit hatte die Schule etwa 200 Schüler.
Die Mehrheit der Schüler stammte neben dem Herzogtum Braunschweig aus den angrenzenden Ländern Hannover, Westfalen und Hessen. In der Mitte des 19. Jahrhunderts kam es zu entgegengesetzten Strömungen innerhalb der Schülerschaft, die durch die 1832 eröffnete Baugewerkschule und die dortigen burschenschaftlichen Bewegungen verstärkt wurden. Diese gegensätzlichen Richtungen bestanden aus humanistischen und christlichen Gruppen, die sich heftige Wortgefechte lieferten und dazu beitrugen, dass sich 1858 eine Schülerverbindung im Felsenkeller in Holzminden gründete. Von diesen Umständen geprägt, gründeten acht Göttinger Studenten, alles Freunde und ehemalige Schüler des Gymnasiums in Holzminden, am 10. November 1860 im Schwarzen Bären in Göttingen die Studentenverbindung Holzminda, welcher in den folgenden Jahren viele Schüler aus Holzminden beitraten. Zu den Gründungsmitgliedern gehörten unter anderem Georg Stölting, Ludwig Schumann und Karl Dauber.
Im Jahr 1875 wurde die Schule per Gesetz von der Kirche getrennt und verstaatlicht. 1894 zog das größer gewordene Gymnasium von der Uferstraße in einen Neubau an der Wilhelmstraße (Inschrift über dem Portal »DEO LITTERIS PATRIAE«). In der Uferstraße wurde eine 1891 gegründete Privatschule für Mädchen untergebracht. Ab 1918 wurde das „Herzogliche Gymnasium“ als „Staatliches Gymnasium“, ab 1922 als „Staatliches Reformrealgymnasium“, ab 1937 als „Staatliche Oberschule für Jungen“ und ab 1955 als „Gymnasium für Jungen“ bezeichnet. Der heute als Haus 1 des Campe-Gymnasiums bezeichnete Gebäudekomplex besteht aus fünf Gebäudeteilen, die neben den ab 1894 und bis 1897 fertiggestellten Remter- und Bendalgebäude auch die Erweiterungsbauten 1952–1955 und 1957–1959 umfassen sowie zuletzt die Erweiterung um einen naturwissenschaftlichen Bereich 1974–1976. Das Haus 1 hat heute eine Fläche von 6.300 m².
1967 erfolgte der Umzug des „Gymnasiums für Mädchen“ (1937 bis 1955 als „Staatliche Oberschule für Mädchen“ bezeichnet) von der Uferstraße in einen Schulneubau am Grimmenstein bzw. im späteren Schulzentrum Liebigstraße. Im Schuljahr 1974/75 wurden im Rahmen der Koedukation erstmals Mädchen an der Schule zugelassen. 1976 übernahm der Landkreis Holzminden von der Stadt Holzminden als Schulträger die Verantwortung für die beiden Gymnasien in der Wilhelmstraße und der Liebigstraße. Das Haus 2 am Billerbeck war 1927 erbaut und 1933 aufgestockt worden; 1983 und 1993 gab es auch hier zahlreiche Erweiterungs- und Umbauten und war ab den 1980er Jahren die Orientierungsschule Billerbeck. Aufgrund zurückgehender Schülerzahlen beider Schulen wurde 1990 das Gymnasium Liebigstraße mit dem Gymnasium Wilhelmstraße zusammengelegt und erhielt auf Vorschlag von Erik F. Lüdtke die Bezeichnung „Campe-Gymnasium – gegründet 1569“.
Ab 2004 übernahm das Campe-Gymnasium das Gebäude der ehemaligen Orientierungsstufe am Billerbeck, in der zuletzt die Grundschule „An den Teichen“ untergebracht war, und bezeichnete das Gebäude fortan als Haus 2. Es hat eine Fläche von 3.072 m², in denen vorrangig die Schüler der Klassen 5 bis 7 unterrichtet werden. Im Frühjahr 2011 gab es verschiedene Raumplanungskonzepte des Landkreises Holzminden das Campe-Gymnasium zu sanieren, Ergänzungsbauten durchzuführen oder aber auch in das Schulzentrum Liebigstraße in Holzminden auszugliedern. Eine Bürgerinitiative gründete sich für den Erhalt des Gymnasiums am jetzigen Standort. Seit 2014 hat das Campe-Gymnasium eine eigene Mensa bei Haus 2. Die Schüler bezahlen hier für ihr Essen einen Euro, während der Rest des eigentlichen Betrages vom Landkreis Holzminden getragen wird. Davor konnten die Schüler auf die Mensa der HAWK zurückgreifen.
Im April 2022 zog das Campe-Gymnasium in die Braunschweiger Straße 8 um.

## Liste der früheren Schulnamen
- 1569: Klosterschule Amelungsborn
- 1760: Herzogliche Kloster- und Stadtschule, Fürstliche Closter Schule oder Amelungsbornsche Klosterschule zu Holzminden
- 1835: Herzogliches Gymnasium
- 1918: Staatliches Gymnasium
- 1922: Staatliches Reformrealgymnasium
- 1937: Staatliche Oberschule für Jungen
- 1955: Gymnasium für Jungen
- 1974: Gymnasium Wilhelmstraße

Im Jahr 1891 wurde in Holzminden eine höhere Mädchenschule gegründet, die 1896 in den Altbau des herzoglichen Gymnasiums an der Uferstraße einzog. Aus dieser Mädchenschule entwickelte sich das Gymnasium Liebigstraße, welches 1990 im Campe-Gymnasium am Standort Wilhelmstraße/Billerbeck aufging. Diese Schule trug im Laufe der Geschichte folgende Namen:
- 1908: Städtische höhere Mädchenschule
- 1920: Städtisches Lyzeum
- 1937: Staatliche Oberschule für Mädchen
- 1955: Gymnasium für Mädchen
- 1974: Gymnasium Liebigstraße

## Historische Bibliothek
Die historische Abteilung der Bibliothek des Campe-Gymnasiums ist im grünen Kabinett des Weserrenaissanceschlosses Bevern ausgestellt. Dieser Teil der Bibliothek enthält ausschließlich Bücher aus der Zeit vor 1875 und schließt auch Werke aus der Zeit der Klosterschule Amelungsborn ein. Wenige Werke verweisen noch auf die Büchersammlung des Wolfenbütteler Hofrats Jacob Burckhard, die 1760 für Holzminden angekauft war und sich nun in der Landesbibliothek Hannover befindet.

## Arbeitsgemeinschaften
Am Campe-Gymnasium besteht für die Schüler die Möglichkeit, in ihrer Freizeit zusätzlich zum regulären Unterricht an einer Arbeitsgemeinschaft (AG) (u. a.: Schulsanitätsdienst & Schüler-Ruder-Riege (SRR)) oder an ähnlichen Projekten wie beispielsweise an einem Buddy-Projekt teilzunehmen.

### Schulsanitätsdienst
Der Schulsanitätsdienst (offiziell Sanitätsdienst Campe-Gymnasium, gegründet im Jahr 2003) dient dem Zweck, bei Schulunfällen
die Zeitspanne bis zum Eintreffen professioneller Rettungskräfte (Rettungsdienst, Feuerwehr) sinnvoll durch das Anwenden effektiver Erste-Hilfe-Maßnahmen zu 'überbrücken'. Der Schulsanitätsdienst wird von Schülern unabhängig selbst verwaltet und finanziert sich durch Spenden ortsansässiger Unternehmen, Privatpersonen und des Fördervereins des Campe-Gymnasiums.
Alle Schulsanitäter absolvieren standardmäßig einen Lehrgang „Erste Hilfe“, sowie das Aufbaumodul „Erweiterte Erste Hilfe/Sanitätshelfer“. Ältere Schulsanitäter erlangen teilweise höhere Qualifikationen.
Die Ausbildung der Sanitäter findet zu überwiegendem Teil im Rahmen einer Kooperation mit dem Malteser Hilfsdienst (Höxter) statt.

### Schüler-Ruder-Riege (SRR)
Mitte der 1920er Jahre begann man sich in Schülerkreisen der Oberstufe des damaligen Gymnasiums für Jungen zu Holzminden erstmals für den Rudersport zu interessieren. Die „Vereinigung Ehemaliger Schüler“ unterstützte die Bemühungen für das Schülerrudern auf der Weser und übernahm die Kosten für die Anschaffung eines ersten Ruderbootes: Ein A-Riemenvierer wurde im Jahre 1927 der neu gegründeten Schüler-Ruder-Riege (SRR) übergeben. Das war der Anfang des Rudersports in Holzminden.
In den folgenden Jahrzehnten erfreute sich die SRR stets großer Beliebtheit unter den Schülern. Die Ruderbegeisterung nahm stetig zu, was sich in der wachsenden Zahl der Ruderer und der erheblich größeren Zahl von Fahrten widerspiegelte. Es fehlte nicht am Nachwuchs jüngerer Schüler, so dass die SRR eine beständige und recht aktive Sportvereinigung am Gymnasium wurde.
Vom damals eigenen Bootshaus an der Weser wurden früher Ruderkurse im Rahmen des Sportunterrichts und daneben als freiwillige Arbeitsgemeinschaft angeboten. Weniger der Leistungssport, sondern Tagesfahrten und Wanderfahrten in den Ferien bilden Zweck und Höhepunkt des Schülerruderns. Seit Anfang ihres Bestehens wurde sie von einem Schüler geleitet, der das Amt des Ruderwartes innehat. Um die Wartung der Boote kümmerte sich daneben der Bootswart. Nach dem Krieg wurde zudem das Amt eines Protektors eingerichtet, das ein Lehrer der Schule besetzt. Er vertritt die Interessen der Ruderer gegenüber der Schule und sorgt für einen regelmäßigen Ruderunterricht. Im Jahre 2007 feierte die Schüler-Ruder-Riege ihr 80-jähriges Bestehen.
Aktuell gibt es das Bootshaus nicht mehr, es gehört jetzt der DLRG.
Ehemalige Schüler sind im  Verein zur Förderung des Schüleruderns e. V. Holzminden organisiert und unterstützen die Schüler-Ruder-Riege.

## Bekannte ehemalige Lehrer und Schulleiter
- Friedrich Wilhelm Richter (1727–1791), erster Direktor 1760–1777
- Johann Christian Koken (1779–1857), Direktor 1812–1854
- Ludwig Dauber (1798–1885), Direktor 1854–1870
- Hermann Dürre (1819–1893), Pädagoge und Historiker; Direktor 1870–1882
- Friedrich Wilhelm Theodor Bretschneider (1821–1878), Kupferstecher; Zeichenlehrer; Radierer; Entomologe
- Carl Büttger (1838–1919), Zeichenlehrer, Landschaftsmaler
- Karl Friedrich Ernst Koldewey (1839–1909), Pädagoge und Historiker; Direktor 1882–1884
- Karl Dauber (1841–1922), Direktor 1884–1889
- Franz Friedrich Uffo Hermann Lentz (1844–1911), Direktor 1889–?
- Hermann Menge (1841–1939), Altphilologe und Bibel-Übersetzer, Lehrer 1867–1876
- Erich Schönebeck (1884–1982), Pädagoge und Schriftsteller; Direktor 1923–1925

## Bekannte ehemalige Schüler
- Joachim Heinrich Campe (1746–1818), Schriftsteller, Sprachforscher, Pädagoge und Verleger; Ehrenbürger der Republik Frankreich
- Theodor Christoph Grotrian (1755–1829), Generalsuperintendent und Verleger in Holzminden
- Karl Friedrich Häberlin (1756–1808), braunschweigischer Diplomat, Jurist und Hochschullehrer in Erlangen und an der Universität Helmstedt
- Friedrich Theodor Kühne (1758–1834), Hochschullehrer an den Universitäten Helmstedt und Marburg, Sprachwissenschaftler für abendländische Sprachen
- Carl Busse (1772–1829), Autor, Pastor und Superintendent
- Carl Friedrich von Rumohr (1785–1843), Kunsthistoriker, Schriftsteller und Gastrosoph
- Christian August Brandis (1790–1867), Professor und preußischer Gesandtschaftssekretär
- Johann Ludwig Carl Zincken (1791–1862), Mineraloge und Bergbaudirektor. Nach ihm ist das Mineral Zinckenit (Pb9Sb22S42) benannt
- Ernst Hampe (1795–1880), Botaniker
- Julius Dedekind (1795–1872), Jurist und Hochschullehrer
- Friedrich Ludwig Haarmann (1798–1864), Baumeister, Gründer der ersten Baugewerkschule
- Karl Weddo von Glümer (1798–1876), Vater von Claire von Glümer, Anwalt und Korrespondent und Redakteur des Braunschweiger Volksfreundes
- Heinrich Friedrich Karl Steinacker (1801–1847), Rechtsanwalt und Präsident des Braunschweigischen Landtags
- Asche Burchard Karl Ferdinand von Campe (1803–1874), Staatsmann
- Ludwig Adolf Petri (1803–1873), Theologe
- Robert Justus Kleberg (1803–1888), Soldat im Texanischen Unabhängigkeitskrieg (Held von San Jacinto) und Amerikanischen Bürgerkrieg
- Carl Oesterley senior (1805–1891), Maler und Professor für Kunst
- Otto Albrecht von Düring (1807–1875), Justizminister im Königreich Hannover und Präsident des Oberappellationsgerichts zu Celle
- Robert Wilhelm Bunsen (1811–1899), Chemiker und Erfinder des Bunsenbrenners
- Wilhelm Konrad Hermann Müller (1812–1890), Germanist
- Werner Bertram (1835–1899), Theologe und Botaniker
- Georg Stölting (1836–1901), Schul- und Seminardirektor in Wolfenbüttel
- Eduard Steinacker (1839–1893), Lehrer und Kunstschriftsteller
- Hermann von Stutterheim (1843–1909), Jurist und Landgerichtsdirektor an Landgericht Braunschweig
- Hermann Schrader (1844–1899), Bürgermeister von Holzminden (1878–1899) und Abgeordneter im Braunschweigischen Landtag
- Carl Prüssing (1859–1912), Chemiker und Zementfabrikant
- Adolf Eyme (1861–1925), Chemiker und Hochschullehrer
- Paul Prüssing (1861–1914), Chemiker und Zementfabrikant
- Fritz Mackensen (1866–1953), deutscher Maler, Mitbegründer der Künstlerkolonie Worpswede
- Erwin Böhme (1879–1917), Jagdflieger im Ersten Weltkrieg und Träger des Ordens »Pour le Mérite«
- Heinrich Sander (1910–1982), Landwirt und Politiker (FDP)
- Otto Bode (1913–1981), Biologe, Virologe und Hochschullehrer
- Maria Litto (1919–1996), Schauspielerin und Tänzerin
- Carl-Heinz Evers (1922–2010), früherer Politiker der SPD, 1963–1970 Schulsenator von Berlin und gilt als einer der Väter der bundesdeutschen Gesamtschule
- Kurt Löcher (1932–2018), Kunsthistoriker, von 1978 bis 1998 Museumsdirektor am Germanischen Nationalmuseum in Nürnberg
- Lore Deppe (* 1946); parteilose Politikerin, Mitglied der Fraktion (Bündnis 90/Die Grünen) Abgeordnete des niedersächsischen Landtages
- Joachim Stünkel (* 1952), Politiker (CDU) und Mitglied im Landtag Niedersachsen
- Dirk Blübaum (* 1961), Kunsthistoriker, Direktor des Staatlichen Museums Schwerin
- Jörg Baberowski (* 1961), Historiker und Professor für Geschichte Osteuropas
- Dagmar Hartge (* 1962), Juristin und Landesdatenschutzbeauftragte
- Uwe Schünemann (* 1964), niedersächsischer Innenminister und Mitglied im Landtag Niedersachsen, 1996–1999 Bürgermeister von Holzminden
- Gunnar Lott (* 1969), ehemaliger Chefredakteur der Zeitschriften GameStar, GamePro und /GameStar/dev
- Christian Meyer (* 1975), Politiker (Bündnis 90/Die Grünen), niedersächsischer Minister für Ernährung, Landwirtschaft und Verbraucherschutz und Mitglied des Niedersächsischen Landtages
- Helge Limburg (* 1982), Politiker (Bündnis 90/Die Grünen), Mitglied des Niedersächsischen Landtages
- Annika Roloff (* 1991), Leichtathletin